# Polyscias rivalsii
Polyscias rivalsii är en araliaväxtart som beskrevs av Luciano Bernardi. Polyscias rivalsii ingår i släktet Polyscias och familjen araliaväxter. Inga underarter finns listade.